# Университет Неджметтина Эрбакана
Университет Неджметтина Эрбакана — (тур. Necmettin Erbakan Üniversitesi) — государственный университет в Конье, Турция.

## История
Университет Неджметтина Эрбакана был основан как Университет Коньи. 11 апреля 2012 года его название было изменено на «Университет Неджметтина Эрбакана» в память о бывшем премьер-министре Неджметтине Эрбакане.
Университет является одним из трех государственных университетов в Конье.

## Академическая структура
В университете действуют 20 факультетов, 6 высших школ, 4 института, 8 колледжей, 1 музыкальная школа и исследовательские центры. Каждый факультет предлагает ряд курсов для студентов. Программы магистратуры и докторантуры в университете действуют на высоком уровне.
На территории университета созданы Центральная исследовательская лаборатория и исследовательские центры с целью постоянного развития исследовательской инфраструктуры и подготовки необходимых кадров. Студенты университета могут легко участвовать в исследованиях и проектах.
Наряду с учебой студентам предлагается работать, участвовать в стажировках, развивавать партнерские отношения в ряде областей, чтобы обеспечить академический и научный обмен в конкретных областях науки.
Университет ежегодно принимает большое количество иностранных студентов.
В университете действует международная программа Eraзmus.

### Факультеты[9]
- Факультет образования Ахмеда Келесоглу
- Факультет теологии Ахмеда Келесоглу
- Факультет стоматологии
- Факультет образования
- Факультет сельского хозяйства
- Факультет наук
- Факультет изящных искусств
- Факультет аэронавтики и космонавтики
- Факультет медицинских сестер
- Юридический факультет
- Медицинский факультет
- Факультет инженерии и архитектуры
- Факультет медицинских наук
- Инженерный факультет
- Факультет медицинских наук, Сейдишехари [12].
- Факультет политических наук
- Факультет социальных и гуманитарных наук
- Факультет туризма
- Факультет прикладных наук
- Факультет ветеринарной медицины

### Исследовательские центры[10]
- Центр семьи и молодежи
- Центр технологии и инновации
- Центр науки и технологий (БИТАМ)
- Центр экспериментальной медицины (КОНЮДАМ)
- Центр физических упражнения и спортивное образование для людей с ограниченными возможностями
- Центр Эрегли психологического консультирование
- Центр Эрол Гюнгёр Турецкой диаспоры
- Центр каменных болезней
- Центр традиционного турецкого искусства
- Центр традиционной и дополнительной медицины
- Авиационный центр
- Центр здорового питания
- Центр коммуникационных исследований
- Центр Клинических исследований
- Центр архитектуры, окружающей среды и урбанизации
- Центр изучения Священного Корана и науки чтения
- Глобальные и региональные исследования
- Центр изучения трансплантации органов
- Центр исследования аутизма
- Центр образования для особо одарённых
- Центр психологического консультирование
- Центр здоровья
- Центр исследования регенеративной медицины
- Центр здорового образа жизни и физических упражнений
- Центр Сельджукской культуры и цивилизации
- Центр моделирования
- Центр нейронауки
- Центр социальных инноваций
- Центр устойчивого семейного бизнеса
- Центр непрерывного образования
- Центр лекарственных и косметических растений
- Центр обучения турецкому языку (TÖMER)
- Центр дистанционного образования
- Центр образования для пожилых людей и инвалидов

### Координаторство[11]
- Координационный офис принципов Ататюрка и истории революции
- Управление научно-исследовательских проектов
- Офис координации научных публикаций
- Главное координационное управление внешних связей
- Координация студентов с ограниченными возможностями
- Координационный офис Эразмус
- Координационный офис Фараби
- Развитие корпоративного качества и координация аккредитации
- Координационный офис Мевлана
- Офис институциональной координации Öyp
- Координационный офис турецкого языка
- Координационный офис интернационализации
- Международный студенческий координационный офис
- Координация программы стипендий для образования турецких студентов за рубежом — YLSY

### Институты[12]
- Институт педагогических наук
- Институт науки и технологий
- Институт медицинских наук
- Институт социальных наук

### Колледжи[13]
- Турецкая музыкальная государственная консерватория
- Школа иностранных языков

### Высшие школы[14]
- Высшая школа юстиции
- Эреглийская высшая школа юстиции
- Высшая школа Конья Эрегли Кемаль Акман
- Мерамская высшая школа
- Сейдишехирская высшая школа
- Сейдишехирская высшая школа здравоохранения

### Консерватория[15]
- Турецкая музыкальная государственная консерватория